# Särkijärvi (Gällivare socken, Lappland, 742495-176959)
Särkijärvi är en sjö i Gällivare kommun i Lappland och ingår i Kalixälvens huvudavrinningsområde. Sjön har en area på 0,257 kvadratkilometer och ligger 166 meter över havet. Särkijärvi ligger i Torne och Kalix älvsystem Natura 2000-område. Sjön avvattnas av vattendraget Nitsån.

## Delavrinningsområde
Särkijärvi ingår i det delavrinningsområde (742558-176877) som SMHI kallar för Utloppet av Särkijärvi. Medelhöjden är 209 meter över havet och ytan är 4,52 kvadratkilometer. Räknas de 4 avrinningsområdena uppströms in blir den ackumulerade arean 62,72 kvadratkilometer. Nitsån som avvattnar avrinningsområdet har biflödesordning 4, vilket innebär att vattnet flödar genom totalt 4 vattendrag innan det når havet efter 148 kilometer. Avrinningsområdet består mestadels av skog (82 procent) och sankmarker (12 procent). Avrinningsområdet har 0,26 kvadratkilometer vattenytor vilket ger det en sjöprocent på 1,2 procent.